# Uranoscopus dahlakensis
Uranoscopus dahlakensis is een straalvinnige vissensoort uit de familie van sterrenkijkers (Uranoscopidae). De wetenschappelijke naam van de soort is voor het eerst geldig gepubliceerd in 1987 door Brüss.